# 1800 في الولايات المتحدة
فيما يلي قوائم الأحداث التي وقعت خلال عام 1800 في الولايات المتحدة.

## سياسة

### تعيين في المنصب
- 30 مايو – كاليب سترونغ حاكم ماساتشوستس [الإنجليزية]‏.
- 1 يونيو – صموئيل دكستر وزير حرب الولايات المتحدة.
- 13 يونيو – جون مارشال وزير الخارجية الأمريكي.
- 6 نوفمبر – جون آرمسترونغ الابن عضو مجلس الشيوخ الأمريكي.

### انتهاء فترة المنصب
- 23 يناير – إدوارد راتليدج حاكم كارولينا الجنوبية [الإنجليزية]‏.
- 12 مايو – تيموثي بيكرنج وزير الخارجية الأمريكي.
- 13 مايو – جيمس ماك هنري وزير حرب الولايات المتحدة.
- 20 مايو – موسى جيل حاكم ماساتشوستس [الإنجليزية]‏.
- 30 مايو – صموئيل دكستر عضو مجلس الشيوخ الأمريكي.
- 6 يونيو – جون مارشال عضو مجلس النواب الأمريكي.
- 15 يونيو – ألكسندر هاميلتون القائد العام لجيش الولايات المتحدة.
- 1 أغسطس – جون لورانس عضو مجلس الشيوخ الأمريكي.
- 30 سبتمبر – أوليفر إلسوورث رئيس المحكمة العليا للولايات المتحدة.
- 31 ديسمبر – أوليفر ولكت وزير الخزانة الأمريكي.

## مواليد

### يناير
- 1 يناير – أرشيبالد ماكنيل سياسي أمريكي.
- 1 يناير – دانيال ميلر سياسي من الولايات المتحدة الأمريكية.
- 7 يناير – ميلارد فيلمور سياسي أمريكي.
- 17 يناير – كاليب كوشينغ سياسي أمريكي.

### فبراير
- 1 فبراير – بريان هوتون هودجسون

### مايو
- 9 مايو – جون براون
- 20 مايو – صموئيل الكنز سياسي أمريكي.

### يوليو
- 1 يوليو – توماس ل هامر سياسي أمريكي.

### أكتوبر
- 1 أكتوبر – نات ترنر داعية من الولايات المتحدة الأمريكية.
- 3 أكتوبر – جورج بانكروفت سياسي أمريكي.
- 27 أكتوبر – بنيامين واد سياسي أمريكي.

### ديسمبر
- 29 ديسمبر – تشارلز جوديير

## وفيات

### يناير
- 23 يناير – إدوارد راتليدج (مواليد 1749) سياسي أمريكي.

### مايو
- 20 مايو – موسى جيل (مواليد 1734) سياسي أمريكي.

### يوليو
- 23 يوليو – جون روتليدج (مواليد 1739)

### أغسطس
- 31 أغسطس – جون بلير، الابن (مواليد 1732)

### أكتوبر
- 7 أكتوبر – غابرييل بروسر (مواليد 1776)

### نوفمبر
- 30 نوفمبر – تشارلز آدامز (مواليد 1770)